# Эстонский переулок (Киев)
Эсто́нский переулок — один из переулков в Киеве, одна из самых коротких улиц города.
Пролегает от Эстонской улицы до тупика. Возник в 1950-х годах под названием 63-я Новая улица, в 1953—1971 годах — Волчегорский переулок. Современное название — с 1971 года.
В переулке расположены здания № 3, 5, 7.
Протяжённость 60 м.
Почтовый индекс — 03062.